# Mansourasaurus
Mansourasaurus („ještěr z univerzity v Mansúru“) je rod titanosaurního sauropodního dinosaura z kladu Lithostrotia, žijícího v období svrchní křídy (geologický stupeň kampán, asi před 80 miliony let) na území Egypta.

## Objev a popis
Fosilie byly objeveny v sedimentech souvrství Quseir v oáze Dachla na území egyptské Západní pouště. Fosilie fragmentárně zachované kostry s částmi lebky ukazují, že šlo pravděpodobně o mladého jedince, který dosud nedorostl plných rozměrů. Přesto byl dlouhý kolem 10 metrů a vážil zhruba 6 tun. Jedná se o nejlépe zachovanou kostru dinosaura z období pozdní svrchní křídy v celé severní Africe.

## Zařazení
Tento sauropod byl vývojově blízce příbuzný titanosaurním sauropodům, žijícím ve stejné době v Evropě a Asii.